# Falkirk Fury
Il Falkirk Fury Basketball Club è una società di pallacanestro, fondata nel 1992 a Falkirk.

## Storia
La squadra originaria nacque dai componenti della formazione scolastica del Falkirk High School. 
Attualmente è denominata Clark Eriksson Fury Basketball Club dopo un accordo di sponsorizzazione con la Clark Eriksson.
Ha vinto tre volte la Scottish Cup (2009, 2014 e 2015) e una volta il campionato nazionale (2001).

## Statistiche
| Stagione            | Div.       | Pos. | Partite | Vinte | Perse | Punti | Play Offs   | Scottish Cup     |
| ------------------- | ---------- | ---- | ------- | ----- | ----- | ----- | ----------- | ---------------- |
| Clark Eriksson Fury |            |      |         |       |       |       |             |                  |
| 1996–1997           | SNBL       | 5°   | 24      | 10    | 14    | 34    | /           | /                |
| 1997–1998           | SNBL       | 6°   | 24      | 7     | 17    | 31    | Non qualif. | Semifinali       |
| 1998–1999           | SNBL       | 4°   | 27      | 18    | 9     | 63    | Non qualif. | /                |
| 1999-2000           | SNBL       | 4°   | 18      | 12    | 6     | 30    | Semifinali  | Semifinali       |
| 2000–2001           | SNBL       | 1°   | /       | /     | /     | /     | Vincitore   | /                |
| 2001–2002           | SNBL       | 3º   | 14      | 3     | /     | /     | /           | /                |
| 2002–2003           | SNBL       | 4º   | 18      | 12    | 6     | 30    | Non qualif. | Semifinali       |
| 2003–2004           | SNBL       | 2º   | 18      | 13    | 5     | 31    | Non qualif. | Finalista        |
| 2004–2005           | SNBL       | 3º   | 16      | 14    | 2     | 30    | Non qualif. | Semifinali       |
| 2005–2006           | SNBL       | 3º   | /       | /     | /     | /     | Non qualif. | Semifinali       |
| 2006–2007           | SNBL       | 2º   | 15      | 11    | 4     | 26    | Non qualif. | Finalista        |
| 2007–2008           | SNBL       | 2º   | 16      | 12    | 4     | 28    | Non qualif. | Semifinali       |
| 2008–2009           | SNBL       | 2º   | 20      | 14    | 6     | 34    | Non qualif. | Semifinali       |
| 2009–2010           | SNBL       | 2º   | 20      | 14    | 6     | 34    | Non qualif. | Vincitore        |
| 2010–2011           | SNBL       | 2°   | 18      | 16    | 2     | 34    | Semifinali  | /                |
| 2011–2012           | SNBL       | 2º   | 18      | 16    | 2     | 34    | Finalista   | Finalista        |
| 2012–2013           | SNBL       | 1º   | 18      | 17    | 1     | 35    | Finalista   | Semifinali       |
| 2013–2014           | SNBL       | 1º   | 18      | 18    | 0     | 36    | Semifinali  | Vincitore        |
| 2014–2015           | SNBL Div.1 | 1º   | 22      | 22    | 0     | 44    | Vincitore   | Vincitore        |
| Sony Fury           |            |      |         |       |       |       |             |                  |
| 2015–2016           | SNBL Div.1 | 5°   | 18      | 12    | 6     | 30    | Semifinale  | Quarti di finale |

## Roster
|    | Naz.               | Ruolo | Sportivo         | Anno | Alt. | Peso | Note |
| -- | ------------------ | ----- | ---------------- | ---- | ---- | ---- | ---- |
|    | Scozia (bandiera)  | G     | Jonny Bunyan     |      | 180  |      |      |
| 4  | Scozia (bandiera)  |       | Connor Martin    |      |      |      |      |
| 5  | Scozia (bandiera)  |       | Ross Munnoch     |      |      |      |      |
| 6  | Scozia (bandiera)  | P     | Bryan Munnoch    | 1993 | 180  |      |      |
| 7  | Grecia (bandiera)  | A     | Grigoris Foussas | 1982 | 194  |      |      |
| 8  | Scozia (bandiera)  | A     | Craig Malcolm    | 1994 | 191  |      |      |
| 9  | Scozia (bandiera)  | G     | Keith Bunyan     | 1978 | 191  |      |      |
| 10 | Scozia (bandiera)  | G     | Scott Russell    | 1981 | 183  |      |      |
| 11 | Francia (bandiera) | GA    | Walter Lubeigt   | 1977 |      |      |      |
| 12 | Scozia (bandiera)  | P     | Benjamin Chok    | 1995 | 196  |      |      |
| 14 | Scozia (bandiera)  | G     | Lewis Nairn      |      |      |      |      |
| 15 | Scozia (bandiera)  | G     | Darren Leitch    | 1988 | 196  |      |      |

### Staff tecnico
| Allenatore: John Bunyan |